# فرضية لغة الفكر
فرضية لغة الفكر  وتُعرف أحيانًا بالتعبير الذهني المنظم فكريا، هي فرضية في اللغويات وفلسفة العقل والعلوم الإدراكية، قدمها الفيلسوف الأمريكي جيري فودور. يصف الفكر بأن له بنية "شبيهة باللغة" أو بنية تركيبية (تُعرف أحيانًا باسم العقلية mentalese على غرار تسميات اللغات). وبحسب هذه الفرضية، فإن المفاهيم البسيطة يمكن أن تدمج بطرق منهجية لبناء الأفكار (بشكل مشابهة لقواعد النحو في اللغة). تنص الفرضية، بأبسط أشكالها، على أن للفكر تركيب شبيه بالنحو في اللغة.
تعتمد فرضية لغة الفكر على الأدلة التجريبية المستمدة من اللسانيات والعلوم الإدراكية لوصف التمثيل المعرفي من وجهة نظر فلسفية، وتنص الفرضية على أن التفكير يحدث في لغة للفكر حيث أن التعبير عن الإدراك والعمليات المعرفية معقولة ظاهرياً حين يتم التعبير عنها على أنها نظام من التمثيلات التي يتم ترميزها ببنية لغوية أو دلالية تعمل وفق نموذج نحوي توافقي. تصف الرموز اللغوية المستخدمة في اللغة العقلية المفاهيم الأساسية التي تعمل وفق قواعد منطقية مما يؤسس روابط سببية للسماح بالتفكير المعقد. وللنحو ودلالات المعاني تأثيرات سببية أيضاً على خصائص نظام التمثيلات العقلية هذا.
إن التمثيلات لفرضية لغة الفكر ليست موجودة في الدماغ بنفس الطريقة التي توجد بها الرموز على الورق؛ بل يفترض أن تتواجد لغة الفكر ضمن المستوى الإدراكي، مستوى الأفكار والمفاهيم. ولفرضية لغة الفكرة أهمية كبيرة في عدد من المجالات في العلوم المعرفية وهو يعتمد على صيغة معينة من المادية الوظائفية التي تنص على أن التمثيلات الذهنية تفعل وتتغير بواسطة الفرد الحامل للإتجاه الافتراضي - الذي هو حالة ذهنية قد تكون اعتقاداً أو رغبة أو نية.. الخ - وتتحدى فرضية لغة الفكر المادية الإقصائية والاتصالية. وتعنى فرضية لغة الفكر بنموذج عقلاني للإدراك تكون فيه الكثير من أساسيات الإدراك فطرية.   

## التجارب
وحيث أن أن فرضية لغة الفكر قد تم اختبارها تجريبياً، فلم تثبت جميع التجارب الفرضية:
- في عام 1971 ، اختبر روجر شيبرد وجاكلين ميتزلر فرضية بيليشين (Pylyshyn) الخاصة بأن العقل يفهم جميع الرموز بحكم أوصافها الرياضية الأساسية. [6] تكونت التجربة من عرض رسم بخط ثنائي الأبعاد لجسم ثلاثي الأبعاد لمجموعة من الأشخاص، ثم بتدوير ذات الجسم وعرضه لنفس المجموعة. وفقًا للباحثين، إذا كان بيليشين مصيباً، فلن يعتمد مقدار الوقت الذي يستغرقه تحديد الجسم على أنه نفس الجسم على درجة دوران الكائن. غير أنهم اكتشفوا أن الوقت المستغرق للتعرف على الجسم وبالتناسب مع دورانه يتعارض مع فرضية لغة الفكر.
- بعض البالغين الذين يعانون من الصم والذين لم تكن لديهم القدرة على تعلم اللغة المنطوقة أو الوصول الى لغة الاشارة يعرفون بمؤشري المنازل، في اشارة الى ايجادهم لإشارات خاصة بهم في المنازل دون لغة متفق عليها تمكنهم من التواصل مع بعضهم ومع العالم الخارجي بواسطة تلك الاشارات التي يصنعونها. رغم أنهم ليس لديهم أي خبرة في اللغة أو كيفية عملها فإنهم قادرون على ايجاد الأسس لما يتعدى الكلمات الرمزية الأساسية وأن يتجاوزوا ذلك الى الأفكار المجردة، مما يقترح أنهم قادرين على فهم ما ينوون قوله قبل تكوين الإشارة له وعرضه. [7] ايدلوفونسو وهو أحد مؤشري المنازل وقد تعلم لغة الاشارة الأساسية بسن السابعة والعشرين وجد أنه على الرغم من من أن تفكيره أصبح قابلاً للتواصل أكثر، غير أنه خسر القدرة على التواصل مع مؤشري المنازل الآخرين وعلى تذكر كيفية عمل تفكيره دون لغة الإشارة. [8]
- أجريت دراسات أخرى منها دراسة في عام 1969 من قبل برلين وكاي وأشارت إلى أن طيف الألوان كان يُنظر إليه بنفس الشكل بغض النظر عن عدد الكلمات التي تحتويها اللغة للألوان المختلفة، كما أجريت دراسة أخرى في عام 1981 أشارت إلى أن الحقائق المتضادة تتم معالجتها بنفس المعدل، بغض النظر عن سهولة التعبير عنها من خلال الكلمات. [9]
- قام ماوريتس (2011) بتجربة لتقييم دور ترتيب الكلمات في لغة الفكر أو ما أسماه "ترتيب الكلمات للغة الفكر" من خلال الوقت النسبي اللازم لتذكر الفعل والفاعل والمفعول به ضمن انماط ترتيب الكلمات المختلفة في اللغات والتي من المعروف أن بعضها أكثر شيوعاً من الأخرى في اللغات المختلفة. [10]